# Douglas Haig
Feltmarskal Douglas Haig, 1. jarl af Haig (19. juni 1861 i Edinburgh – 29. januar 1928 i London) var en britisk officer og feltmarskal under 1. Verdenskrig. Han var chef for den Britiske Ekspeditionsstyrke (BEF) fra 1915 til krigens slutning. Især huskes han som øverstkommanderende under Slaget ved Somme i 1916, 3. slag ved Ypres og den serie af sejre, der ledte til tysk overgivelse i 1918.